# 멕시코의 인구순 도시 목록
다음은 멕시코의 인구순 도시 목록이다. 

## 2005년 기준 멕시코 도시
| 순위 | 도시명             | 주                 | 인구      |
| ---- | ------------------ | ------------------ | --------- |
| 1    | 멕시코 시티        | 멕시코 연방구      | 8,720,916 |
| 2    | 에카테펙           | 메히코 주          | 1,687,549 |
| 3    | 과달라하라         | 할리스코주         | 1,600,894 |
| 4    | 티후아나           | 바하칼리포르니아주 | 1,483,992 |
| 5    | 푸에블라           | 푸에블라주         | 1,399,519 |
| 6    | 시우다드후아레스   | 치와와주           | 1,301,452 |
| 7    | 몬테레이           | 누에보레온주       | 1,139,814 |
| 8    | 레온               | 과나후아토주       | 1,137,465 |
| 9    | 네사우알코요틀     | 메히코 주          | 1,136,300 |
| 10   | 사포판             | 할리스코주         | 1,026,492 |
| 11   | 나우칼판           | 메히코 주          | 792,226   |
| 12   | 치와와             | 치와와주           | 748,518   |
| 13   | 메리다             | 유카탄주           | 734,153   |
| 14   | 과달루페           | 누에보레온주       | 691,434   |
| 15   | 산루이스포토시     | 산루이스포토시주   | 685,934   |
| 16   | 틀랄네판틀라데바스 | 메히코 주          | 674,417   |
| 17   | 아과스칼리엔테스   | 아과스칼리엔테스주 | 663,671   |
| 18   | 메히칼리           | 바하칼리포르니아주 | 653,046   |
| 19   | 에르모시요         | 소노라주           | 641,791   |
| 20   | 살티요             | 코아우일라주       | 633,667   |

## 같이 보기
- 멕시코의 인구